# Peipussee
Der Peipussee (estnisch Peipsi-Pihkva järv; russisch Псковско-Чудское озеро oder Чудско-Псковское озеро, Pskowsko-Tschudskoje osero oder Tschudsko-Pskowskoje osero, „Pskower-und-Tschuden-See“) ist ein zwischen Estland und Russland gelegenes Binnengewässer. Mit 3555 km² ist er ungefähr siebenmal so groß wie der Bodensee und steht unter den größten Seen Europas an fünfter Stelle – nach dem Ladoga- und dem Onegasee in Russland sowie dem schwedischen Vänern und dem finnischen Saimaa.

## Geographie und Klima

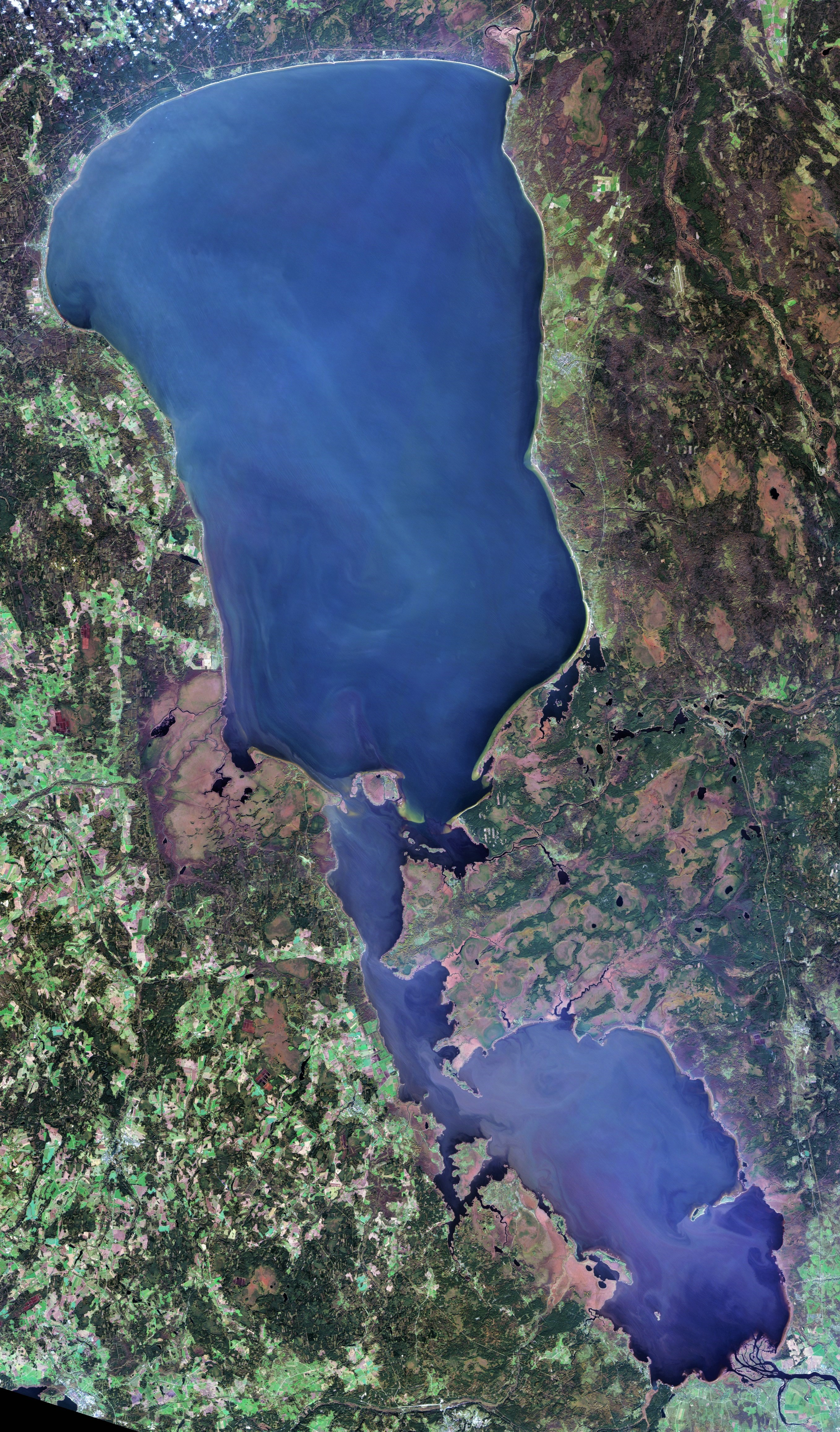
Peipussee, Luftbild (2016)

Der Peipussee entstand am Ende der Waldai-Eiszeit vor etwa 12.000 Jahren durch den Rückgang eines Gletschersees.
Er besteht aus drei miteinander verbundenen Teilen:
- Dem  Großen See (estnisch Peipsi järv oder Suurjärv, russisch Чудское озеро Tschudskoje osero) im Norden, der in vielen Kartenwerken als eigentlicher Peipussee bezeichnet wird und eine Wasserfläche von 2610 km² hat,
- dem Warmen See (estnisch Lämmijärv, russisch Тёплое озеро Tjoploje osero) in der Mitte, mit 235 km² der kleinste Teil und dem
- fast vollständig auf russischem Gebiet liegenden Pleskauer See (estnisch Pihkva järv, russisch Псковское озеро Pskowskoje osero) im Süden mit einer Wasserfläche von 710 km².

Der See erstreckt sich in Nord-Süd-Richtung über 143 km und ist bis zu 50 km breit. Durch ihn verläuft die estnisch-russische Staatsgrenze, damit ist er seit dem 1. Mai 2004 auch Teil der Außengrenze der Europäischen Union. 44 % der Gesamtfläche befinden sich auf estnischem und der größere Teil auf russischem Territorium. Der Peipussee hat über dreißig, meist kleinere, Zuflüsse. Sein Abfluss zur Ostsee ist die Narva.
Der Peipussee ist durchschnittlich 8 m tief, seine tiefste Stelle befindet sich mit fast 15 m im Pleskauer See. Durch die geringe Tiefe erwärmt er sich im Sommer auf bis zu 22 °C und friert im Winter meist zu. Die Eisdecke kann im März maximal 50 bis 60 cm dick werden und hält sich auf dem Großen See am längsten. Die Schneeschmelze im Frühling bewirkt einen Anstieg des Wasserspiegels um bis zu 1 m. Durch Überschwemmungen seiner sehr dünn besiedelten Uferzone vergrößert sich die Oberfläche des Sees dann um bis zu 780 km².

## Wirtschaftliche und touristische Nutzung
Der Peipussee ist trotz zunehmender Umweltbelastungen sehr fischreich. Die durchschnittliche jährliche Fangmenge beträgt etwa 10.000 Tonnen.
Außer am leicht zugänglichen Nordufer wird der See kaum touristisch genutzt.
Im Sommer ist er als Badesee sehr beliebt, insbesondere an dem von weiten Sanddünen und Wäldern gesäumten nördlichen Uferabschnitt zwischen den Orten Kauksi und Vasknarva. Dort finden sich einige einfach ausgestattete Campingplätze. Der Aufenthalt im Wasser ist aufgrund der Nähe zur russischen Grenze von Sonnenuntergang bis zur Morgendämmerung durch die estnische Grenzpolizei verboten.
Die Dörfer am estnischen Westufer sind überwiegend von russischsprachigen Altgläubigen bevölkert, welche Fischerei betreiben und im großen Maße Zwiebeln anbauen, die direkt am Straßenrand verkauft werden. Dies brachte den Straßen 42 sowie 22242 zwischen Mustvee und Varnja den Beinamen „Zwiebelstraße“ ein.

## Geschichte und Kultur
Historisch von großer Bedeutung war die Schlacht auf dem Peipussee: Auf dem Eis des zugefrorenen Sees schlug am 5. April 1242 ein russisches Heer unter dem Nowgoroder Fürsten Alexander Newski die deutschen und dänischen Kreuzritter des Deutschen Ordens und des Schwertbrüderordens sowie ihre estnischen Verbündeten vernichtend.
Der Peipussee liegt an der Grenze zwischen Estland und Russland und war zu Beginn des Großen Nordischen Krieges Teil der Grenze zwischen Russland und Schweden.
Am 7. August 1703 besiegte eine schwedische Flotte aus dreizehn Kanonenbooten eine russische Flotte und versenkte dabei zwanzig Kanonenboote.
Nach ihrer Niederlage am 7. August zogen sich die Russen nach Pskow südöstlich des Sees zurück. Die Schweden behielten für den Rest des Jahres die Kontrolle über den See, bevor sie ihn 1704 in einer dritten Seeschlacht verloren, womit die Russen die vollständige Kontrolle über den Peipussee erlangten.
Am Westufer des Sees lebt eine regional bedeutsame Minderheit von Altgläubigen. Ihre Vorfahren kamen im ausgehenden 17. Jahrhundert als Religionsflüchtlinge aus dem russischen Zarenreich ins damals schwedische Estland. Bis heute stellen die russischsprachigen Altgläubigen, die besondere religiöse und kulturelle Bräuche pflegen, die Mehrheit der Einwohner in einigen Orten entlang des Sees, z. B. in den sogenannten „Zwiebeldörfern“ Varnja, Kasepää und Kolkja.